# Estación de Malakoff - Plateau de Vanves
Malakoff - Plateau de Vanves es una estación de la línea 13 del metro de París ubicada en Malakoff al sur de la capital. 

## Historia
La estación fue inaugurada el 9 de noviembre de 1976 con la última prolongación hacia el sur de la línea 13.
Situada en Malakoff debe su nombre completo al barrio de Plateau de Vanves.

## Descripción
Se compone de un dos andenes laterales de 75 metros y de dos vías. 
Subterránea, pero sin bóveda, posee unas paredes verticales revestidas con azulejos Miromesnil. 
La señalización por su parte usa la moderna tipografía Parisine donde el nombre de la estación aparece en letras blancas sobre un panel metálico de color azul. Por último, los asientos de la estación combinan zonas de cemento revestidas de azulejos de color naranja que sirven de banco improvisado con algunos asientos individualizados del mismo color que se sitúan sobre dicha estructura.
Dispone de marcas amarillas en el suelo que buscan facilitar la salida y entrada de viajeros a los trenes.